# Scapteira aporosceles
Scapteira aporosceles är en ödleart som beskrevs av  Alcock och FINN 1896. Scapteira aporosceles ingår i släktet Scapteira och familjen lacertider. Inga underarter finns listade i Catalogue of Life.